# Stanisławów Duży
Stanisławów Duży – wieś w Polsce położona w województwie lubelskim, w powiecie lubartowskim, w gminie Kamionka.
| SIMC    | Nazwa    | Rodzaj    |
| ------- | -------- | --------- |
| 1020281 | Justynów | część wsi |

W latach 1975–1998 miejscowość administracyjnie należała do ówczesnego województwa lubelskiego.
Wieś stanowi sołectwo gminy Kamionka. Według Narodowego Spisu Powszechnego (III 2011 r.) wieś liczyła 126 mieszkańców.